# Фри и Картошка
«Фри и Картошка»   (англ. Chip and Potato; известный также как «Чип и Картошка» на Netflix) — детский мультипликационный сериал производства Wildbrain Studios и Darrall Macqueen, созданный Билли Маккуином, Кэтрин Уильямс и Мэдди Дэрралл для канала Family Jr. и выпущенный в эфир 15 октября 2018 года.
В России мультсериал транслируется на канале «Карусель» и «О!».

## Сюжет
Мультфильм рассказывает о Фри, молодом маленьком мопсе, которая сталкивается с проблемами взросления и вступает на новые этапы своей жизни. Дабы утешить и поддержать Фри в трудные моменты, у неё есть игрушка по имени Картошка, которую та носит в кармане. Однако Картошка на самом деле настоящая живая мышь, которую лучше держать в секрете от откружающих.

## Персонажи
- Фри (англ. Chip Pug, озвучивает Эбигейл Оливер) — 5-летняя мопсиха, протагонист сериала
- Картошка (англ. Potato, озвучивает Андреа Либман) — белая мышь, лучшая подруга Фри
- Спуд (англ. Spud Pug, озвучивает Шанс Херстфилд) — старший брат Фри
- Маленькая мама (англ. Little Momma Pug, озвучивает Бриана Бакмастер) — мать Фри
- Маленький папа (англ. Little Poppa Pug, озвучивает Брайан Добсон) — отец Фри
- Нико (англ. Nico Panda), озвучивает Доминик Гуд) — панда, лучший друг Фри
- Тотси Тот (англ. Totsy Tot Pug) — младшая сестра Фри
- Бабушка Мопс (англ. Grandma Pug, озвучивает Кристина Ястржембска) — бабушка Фри
- Стомп и Стамп (англ. Stomp and Stamp Fant, озвучивает Эван Бярушенго и Скотия Андерсен) — два слона
- Аманда (англ. Amanda Panda, озвучивает Терил Ротери) — мать Нико
- Боди (англ. Bodi Panda) — младший брат Нико
- Мистер Десмонд Диггерти (англ. Mr. Desmond Diggerty, озвучивает Алессандро Юлиани) — крот
- Гигглиш Гранд (англ. Gigglish Grand, озвучивает Эмма Джейн Маас) — жирафа, подруга и соседка Фри
- Хауи Гиена (англ. Howie Hyena, озвучивает Бренден Сандерленд) — гиена
- Горди Мопс (англ. Gordie Pug, озвучивает Гарри Чок) — муж бабушки Фри
- Гленда (англ. Glenda, озвучивает Наоми Тан) — далматин, внучка Горди
- Хоп Хиппо (англ. Hop Hippo, озвучивает Мелоди Носифо Ниманн) — бегемот
- Генриетта Хиппо (англ. Henrietta Hippo, озвучивает Саманта Аларкон) — бегемот

## Список серий

### 1 сезон (1 и 2 сезон на Netflix)
1. Morning Potato!
2. Chip Starts Kindergarten
3. Chip Gets Lost
4. Car Wash Chip
5. Chip Goes Rollerskating
6. Chip n Grandma Day
7. Nico’s First Day
8. Sporty Chip
9. Stomp and Stamp’s Slide
10. Show and Tell Chip
11. Chip and Deely Bear
12. Chip’s Piano Lesson
13. A Playdate at Nico’s
14. Roxy the Babysitter
15. Chip’s Class Show
16. Double Playdate Chip!
17. Chip’s First Sleepover
18. Doctor Chip
19. Chip’s Swimming Lesson
20. Spud’s Homework
21. Police Pug Chip
22. Pumpkin Picking Chip
23. Chip’s School Trip
24. Big Sister Chip
25. Chip’s Baby Sister
26. After School Chip
27. Grandma Pug’s Birthday
28. Puggy House Guest
29. Puggy Butterfly
30. Itchy Chip
31. Back to School Chip
32. Chip’s Big Bike Ride
33. Bye Bye Dazzles
34. Puggy Parent-Teacher Day
35. Chip’s First Piano Exam
36. Chip’s Homework Project
37. Hospital Trip Chip
38. Chip Without Potato
39. Chip’s Birthday
40. Snow School Chip

### 2 сезон (3 и 4 сезон на Netflix)
1. Fairground Chip
2. Chip, Meet Mrs. Whale
3. Chip and Glenda
4. Chip, the Picnic Entertainer
5. Chip’s Haircut
6. Chip’s Sleepaway T-shirt
7. Tot’s New Bed
8. Chip’s Cake Bake
9. Kevin Comes to Stay
10. Tot’s First Birthday
11. Bridespup Chip
12. Chip and Nico’s Fun Day
13. Chip is Sorry
14. Grandma and Gordie’s Taqueria
15. Flingo’s Show
16. Boo-bam’s School Visit
17. Tot and Potato
18. Howie Has Heart
19. Wedding Rehearsal Chip
20. Grandma and Gordie’s Big Puggy Wedding
21. Chip and Potato: Flying Chip
22. Chip and Potato: Chip’s Holiday
23. Chip and Potato: Chip’s Thanksgiving